# Masoncus pogonophilus
Masoncus pogonophilus är en spindelart som beskrevs av Cushing 1995. Masoncus pogonophilus ingår i släktet Masoncus och familjen täckvävarspindlar. Inga underarter finns listade i Catalogue of Life.